# 이만익
이만익(李滿益, 1938년 1월 21일 ~ 2012년 8월 9일)은 대한민국의 화가이다.
모자, 강, 복숭아 나무, 한국의 설화 등 한국적인 소재를 특유의 화법으로 그려내는 가장 한국적인 현대화가 중 하나이다.

## 생애
1938년 황해도 해주에서 태어났다.  서울 효제초등학교 시절 미술반에서 수채화를 그리기 시작하면서부터 그림에 취미를 붙였고, 경기중학교 3학년 때인 1953년 제2회 국전에 《정동의 가을》과 《골목》을 출품하여 입선하였다. 이후 서울대학교 미술대학에 진학하여 4년간 열성적으로 그림에 매진하였고, 박서보, 김창열, 김서봉, 윤명로, 김봉태, 최관도 등과 화실에서 저녁마다 함께 그림을 그렸다. 대학 3학년 때 다시한번 국선에서 특선을 하고, 1961년 졸업 후에 1966년부터 <여념>, <하영>, <시장일우> 등의 작품이 국선에서 3년 연속 특선을 하게 된다. 그러나 이후 계속된 낙선으로 제도권에 환멸을 느끼고 파리로 떠나게 된다.
프랑스 파리 유학 시절 초기 그는 사회부조리에 대한 환멸과 현대인의 소외감 등을 그렸다. 그러나 파리 화랑에서 ‘만드는 그림을 그리는 것이 아니라 그리는 그림을 그리는 것에 빠져있다’는 비판을 듣고 그림을 그리는 근본적인 이유에 대한 끊임없는 고민을 하게 됐고, 서양을 모방하는 것이 아닌 한국의 회화에 대해 생각하였다. 파리에서 돌아온 그는 한국적 소재로 한국적 미감을 통한 독자적인 그림세계를 추구하였고, 한 민족의 자화상을 그려낸 한국적 화가로 자리매김한다.
독특한 화풍과 특유의 한국적 감성으로 대중적 인기와 미술계에서의 입지를 동시에 얻고나서 그는 1988년 제24회 서울 올림픽 미술감독, 제8회 서울 장애자 올림픽 미술감독을 하는 등 다양한 활동에 참여해왔다. 뿐만 아니라 국내 창작 뮤지컬 《명성황후》, 《댄싱섀도우》의 포스터를 제작하는 등 다양한 경로를 통해 대중을 만나기도 했다.
2012년 지병으로 세상을 떠났다.